# Kleine Kanareneidechse
Die Kleine Kanareneidechse (Gallotia caesaris) ist eine auf den westlichen Kanarischen Inseln El Hierro und La Gomera endemische Eidechse aus der Familie Lacertidae. Auf Madeira wurde sie durch den Menschen eingeführt.
Es gibt zwei Unterarten:
- Gallotia caesaris caesaris (Lehrs, 1914) auf El Hierro
- Gallotia caesaris gomerae (Boettger & Müller, 1914) auf La Gomera

## Merkmale
Für die Gattung Kanareneidechsen kleine Art mit Kopf-Rumpf-Längen bis zu 15 cm. Die Beschuppung der Körperoberseite ist sehr fein, über der Bauchmitte liegen 10–12 große Schuppen.  Die Männchen haben einen tiefschwarzen Kopf, der übrige Körper ist dunkelbraun bis schwarz gefärbt. Ihre Flanken sind zeichnungslos oder locker mit winzigen bläulichen oder grünlichen Flecken bedeckt.
Weibchen und Jungtiere besitzen eine bräunliche Farbe mit deutlich ausgeprägten hellen Längsstreifen, die an der Schnauze beginnen, sich über die Augen ziehen, über Rücken und Flanken verlaufen und sich bis in den Schwanz hinein fortsetzen. Nicht-dominante Männchen können wie Weibchen gefärbt sein. Kleine Kanareneidechsen haben (im Gegensatz zur Kanareneidechse Gallotia gallotia)  stets eine schwarze Kehle.

## Lebensraum
Sowohl  El Hierro als auch La Gomera werden nahezu flächendeckend besiedelt. Die Art lebt auch auf der unbewohnten Felsinsel Roque Grande de Salmor vor der Nordwestküste von El Hierro. 
Auf El Hierro werden alle irgendwie geeigneten Lebensräume zwischen dem Brandungsbereich der Felsküste und den höchsten Punkten der Insel bewohnt, so sind Kleine Kanareneidechsen z. B. in den kanarentypischen Natursteinmauern, Opuntien-Dickichten und vegetationsarmen Lavaflächen in großen Zahlen zu beobachten.  
Auch La Gomera wird fast flächendeckend besiedelt, die Art ist jedoch nie so häufig wie auf der Nachbarinsel, weitgehend eidechsenfrei sind die Lorbeer- und Gagelbaum-Baumheidewälder im Zentrum La Gomeras.

## Lebensweise
Gallotia caesaris ernährt sich überwiegend von Arthropoden (z. B. Heuschrecken, Käfer, Spinnen, Meeresasseln), nimmt aber auch pflanzliche Nahrung (z. B. Früchte von Brombeeren oder Optuntien, Blütennektar) auf. Die auf beiden Inseln angebauten Tomaten, Weintrauben und Bananen werden gerne gefressen, die Eidechsen gelten daher vielfach als Schädlinge. Auf frischen Abfallhaufen nutzen sie sowohl die Nahrungsreste als auch die von diesen angelockten Insekten.
Die Kleine Kanareneidechse wurde lange Zeit nicht als eigene Art angesehen, Freilandbeobachtungen zur Fortpflanzung liegen (Stand 2000) nicht vor.

## Entdeckungsgeschichte
Die Typusexemplare der beiden Unterarten wurden von Phillip Lehrs und Caesar Boettger fast gleichzeitig entdeckt. Lehrs fuhr daraufhin zu George Albert Boulenger ans British Museum in London, um seinen Fund bestätigen zu lassen. Als er eintraf war der Erste Weltkrieg ausgebrochen und Lehrs wurde als Bürger der feindlichen Macht arrestiert. Nach dem Krieg versuchte Lehrs sein Exemplar nach Deutschland zu überführen. Die bürokratischen Prozesse zogen sich in die Länge und waren nicht abgeschlossen als der Zweite Weltkrieg ausbrach. Nach diesem Krieg hatte der 1956 verstorbene Lehrs keine Zeit für eine Klärung der Angelegenheit, so dass das präparierte Tier weiter in England untergebracht ist.